# Peter Abetz
Peter Abetz (geboren am 17. Dezember 1952 in Stuttgart) ist ein australischer Geistlicher und Politiker deutscher Abstammung. Er gehört der Liberal Party an und war von 2008 bis 2017 Mitglied der Legislativversammlung, dem Unterhaus von Westaustralien.

## Werdegang
Die Eltern von Abetz wanderten 1961 mit ihren sechs Kinder von Deutschland nach Tasmanien aus, wo der Vater als Elektrotechniker beim Vorläufer von Hydro Tasmania Arbeit gefunden hatte. Abetz begann nach seiner Schulausbildung an der Universität von Tasmanien in Hobart ein Studium der Agrarwissenschaften, das er 1973 mit einem Bachelor abschloss. Er arbeitete zunächst für ein Jahr im tasmanischen Landwirtschaftsministerium und anschließend in der Privatwirtschaft als landwirtschaftlicher Berater. Parallel dazu studierte er von 1980 bis 1983 Theologie am Reformed Theological College in Geelong und erwarb dadurch einen Bachelor of Divinity. Nachfolgend wurde er für die reformierten Christian Reformed Churches of Australia als ordinierter Amtsträger (englisch minister) tätig: zunächst in Dandenong in Victoria, ab 1991 in Willetton und North Beach, beides Vororte der westaustralischen Hauptstadt Perth.

## Politik
Im September 2008 kandidierte Abetz im südöstlich von Perth gelegenen Wahlkreis Southern River für einen Sitz im westaustralischen Unterhaus. Dabei gelang es ihm, den Mandatsinhaber Paul Andrews von der Labor Party (ALP) zu schlagen. Hatte er 2013 seinen Sitz noch mit deutlichem Vorsprung verteidigen können, so unterlag er im März 2017 seinem Herausforderer Terry Healy von der ALP. Mit ein Grund hierfür war der geänderte Zuschnitt seines Wahlkreises, wodurch er konservativ geprägte Gebiete von Canning Vale verlor und dafür mehr der Labour Party nahestehende Wählerschaften in Vororten von Gosnells umfasste. Abetz galt als Hinterbänkler, für seinen Wahlkreis setzte er sich insbesondere für die Verbesserung der Verkehrsverhältnisse, darunter auch die Einführung des Personenverkehrs auf einer bislang nur im Güterverkehr betriebenen Eisenbahnstrecke mit Bau von zwei Bahnhöfen in Canning Vale, ein. Nach seinem Ausscheiden aus dem Parlament wurde Abetz in den Stadtrat von Gosnells gewählt.

## Positionen
Abetz wird zur religiösen Rechten gezählt und gilt, neben Nick Goiran, als wichtigster Vertreter dieses Flügels innerhalb der Liberalen Partei in Westaustralien. Anfang 2018 wurde er Vorsitzender des westaustralischen Landesverbandes der Australian Christian Lobby. Ziel dieser als einflussreichen geltenden Organisation ist es, konservativen christlichen Moralvorstellungen in der Politik Gehör zu verschaffen; an vorderster Stelle steht hier der Kampf gegen die Zulassung gleichgeschlechtlicher Ehen. Weitere Anliegen sind die Ablehnung von Abtreibungen, die Gegnerschaft zu Ei- und Samenspenden, zu Leihmutterschaften, zur Sterbehilfe sowie zu einer Liberalisierung von Bordellen. Abetz hatte bereits während seiner Zeit als Abgeordneter eine deutliche Aversion gegen die Forderungen der LGBT-Gemeinschaft gezeigt und in diesem Zusammenhang von einer „militanten Lobby der Schwulen und Lesben“ (englisch militant gay lesbian lobby) gesprochen.

## Familie
Der jüngere Bruder von Peter Abetz, Eric, ist ebenfalls Politiker der Liberalen und langjähriges Mitglied des australischen Senats. Großvater der beiden war der Forstwissenschaftler und Hochschullehrer Karl Abetz, dessen Bruder, der NS-Diplomat Otto Abetz dementsprechend ein Großonkel; der Großvater mütterlicherseits war ein Cousin von Erwin Rommel. Abetz ist verheiratet und hat fünf erwachsene Kinder, drei Söhne und zwei Töchter.